# Atalantia rotundifolia
Atalantia rotundifolia är en vinruteväxtart som först beskrevs av Thw., och fick sitt nu gällande namn av Tyôzaburô Tanaka. Atalantia rotundifolia ingår i släktet Atalantia och familjen vinruteväxter. Inga underarter finns listade i Catalogue of Life.